# Procampylaspis ommidion
Procampylaspis ommidion är en kräftdjursart som beskrevs av Jones 1984. Procampylaspis ommidion ingår i släktet Procampylaspis och familjen Nannastacidae. Inga underarter finns listade i Catalogue of Life.